# Duisburger Hohlschraube
Die Duisburger Hohlschraube ist ein chirurgisches Instrument aus Edelstahl oder Titan, das im Bereich der Neurochirurgie zur minimalinvasiven Therapie (Drainage) von akuten und chronischen subduralen Hämatomen eingesetzt wird.
Die Duisburger Hohlschraube wurde im Jahr 1995 am Klinikum Duisburg entwickelt und wird von der Firma Teleflex unter dem Markennamen Pilling vertrieben.